# Monastero di San Daniele
Il monastero di San Daniele in Monte, noto in passato come villa dei conti Bonomi Todeschini o castello di San Daniele, è un peculiare esempio di villa-monastero il cui primo impianto risale alla seconda metà dell'XI secolo. Situato ad Abano Terme, sulla sommità del colle omonimo (80 metri s.l.m.), dal 1948 ospita una comunità di monache benedettine proveniente da Fiume.

## Storia

### Origini
La storia del monastero risale tra il 1076 e il 1079, in seguito al ritrovamento delle reliquie di San Daniele martire all'interno della basilica di Santa Giustina a Padova. Secondo la leggenda, il ritrovamento dei resti del santo si sarebbe verificato quando questi, miracolosamente, apparve ad un cieco della Tuscia.  Daniele, promettendo al cieco il recupero della vista, gli chiese di recarsi a Padova col fine di raccontare il sogno alle autorità religiose della città. Il fedele, quindi, recatosi a Padova e muovendo verso la basilica di Santa Giustina, fu miracolato e riacquistò la vista. Successivamente, le ricerche portarono al rinvenimento di un’arca marmorea con il corpo del santo, trapassato da lunghi chiodi. Il sarcofago, coperto da una lastra di marmo riportava l'iscrizione Hic corpus Danielis martyris et levitae quiescit. Era il 1075.
Il vescovo di Padova, Ulderico, assistette al ritrovamento e, nella speranza di rinsaldare l'affetto della popolazione nei confronti dell'istituzione ecclesiastica, messa in discussione dalle tensioni derivanti dalla lotta per le investiture, ordinò di spostare l'arca nella nuova cattedrale cittadina di Santa Maria Assunta (3 gennaio 1076). Il prelato promosse, inoltre, la costruzione di un oratorio dedicato a San Daniele, nell’attuale via Umberto I. Nel frattempo, tra il 1076 e il 1078 la famiglia dei Montagnon (o Da Montagnone), secondo la tradizione di origine longobarda, sostenne l'edificazione dell'edificio aponense che venne affidato ai benedettini. Il monastero - a riprova dell’importanza acquisita poco dopo la sua costruzione - si trovò ad affrontare diverse contestazioni al punto che, nell'archivio capitolare custodito nell'edificio si conservano copie di documenti e bolle papali che riconfermano le giurisdizioni dei vari enti ecclesiastici, tra cui lo stesso monastero di San Daniele in Monte.

### I Canonici regolari del Santissimo Salvatore di Venezia e gli interventi settecenteschi di Francesco Muttoni
Nel 1461, in seguito ad una bolla emanata l'anno precedente da papa Pio II il monastero fu soppresso e consegnato ai Canonici Regolari del Santissimo Salvatore di Venezia, osservanti la regola di Sant'Agostino. Questi si impegnarono ad apportare interventi di rilievo al nucleo originario dell’edificio, sino ad allora composto da un chiostro - circondato da una poderosa struttura quadrangolare – sul cui lato nord occidentale si affiancava una piccola chiesa. Due delle crociere maggiori del chiostro presentano, infatti, due capitelli con incise le date d'inizio e di fine dei lavori, ovvero il 1525 ed il 1532.

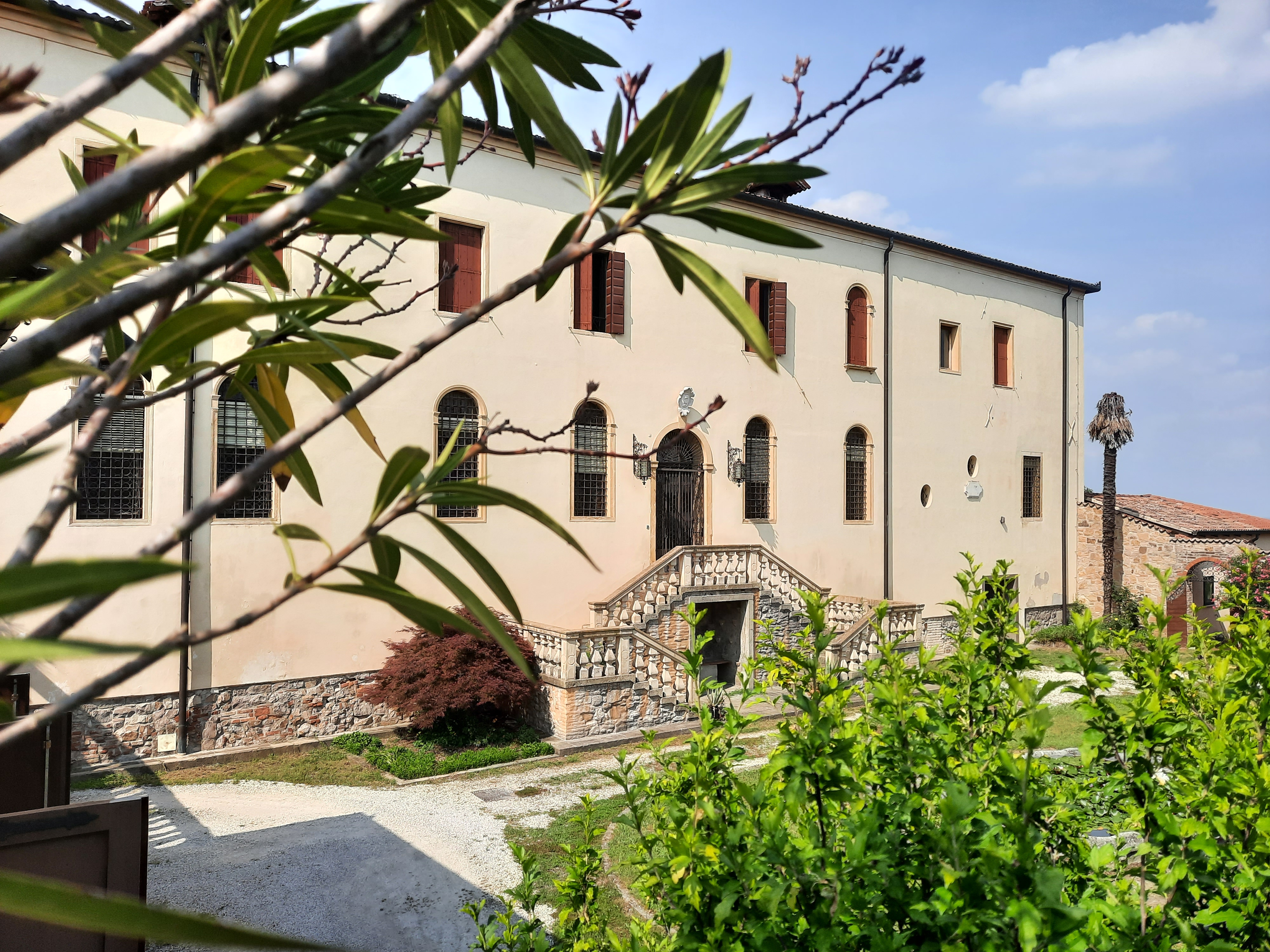
San Daniele in Monte - facciata principale del castello.

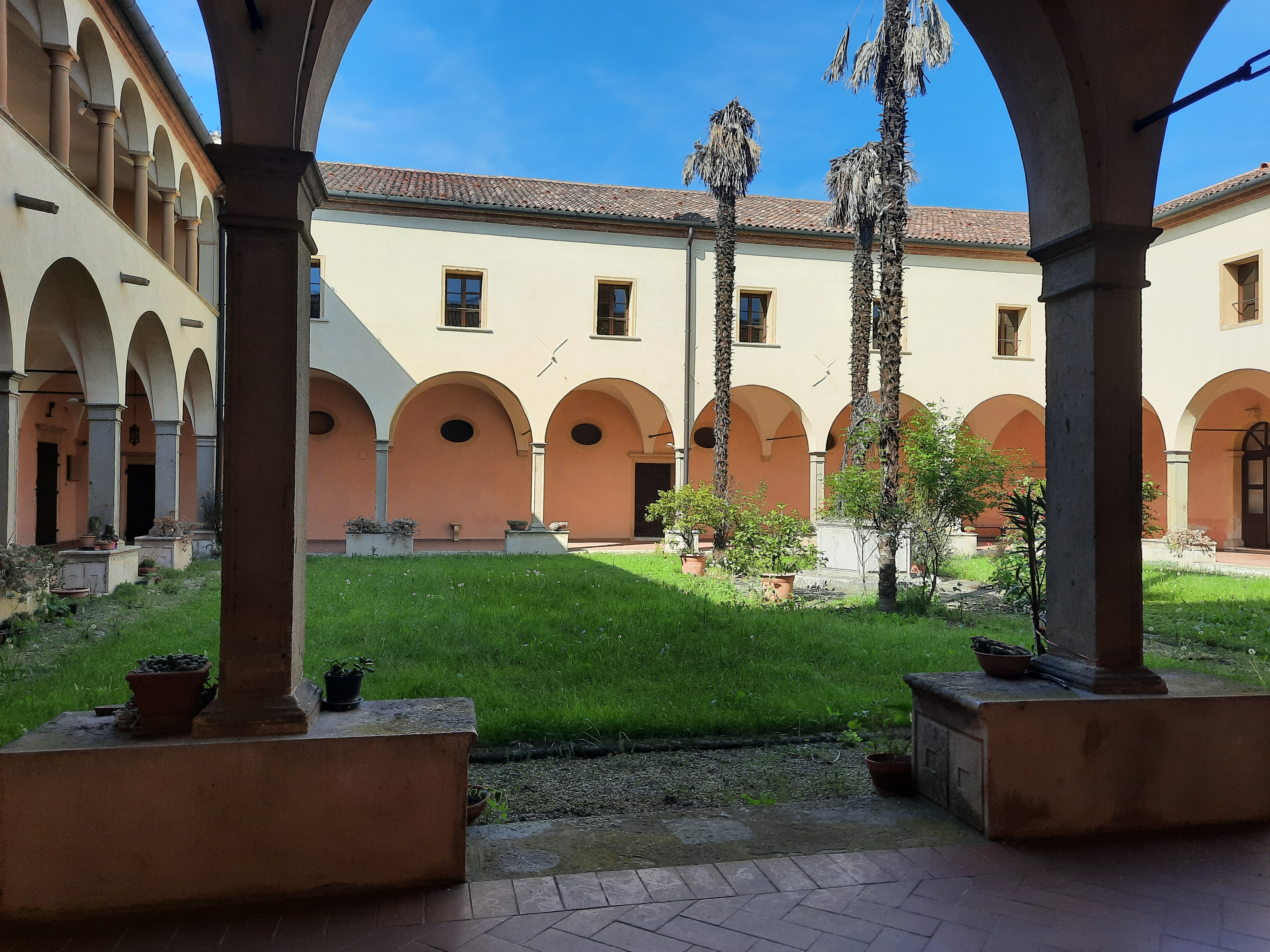
San Daniele In Monte - chiostro cinquecentesco.

Il convento, negli anni successivi al XVII secolo - reso particolarmente difficile per il sopraggiungere della peste che afflisse tutta l’Italia settentrionale -, finì agli onori della cronaca per la destituzione dell'abate Marcantonio Bezzotti che venne sostituito dall’abate Ottavio Varese. Quest'ultimo si occupò nella realizzazione di una serie di interventi che modificarono l'oratorio e alcuni spazi che collegavano quest'ultimo con la sacrestia e le stanze private dell’abate, situate nell'area settentrionale della struttura. Per l'occasione fu chiamato a redigere i lavori l'architetto comasco Francesco Antonio Muttoni (1669-1747): a testimonianza di questi interventi restano l’oratorio - riedificato nel 1711 - le elaborate scalinate di accesso allo stesso e l'arco bugnato d'ingresso al convento.
La chiesa, a pianta centrale, presenta una facciata con elaborati ovali in pietra finemente intagliati mentre il frontone è coronato dalle statue di due angeli con al centro il S.S. Redentore, opera dello scultore veneziano Antonio Corradini (1688-1752).

### La soppressione del monastero e l'arrivo della famiglia Bonomi Todeschini
Nel 1771 la Repubblica di Venezia - al fine di finanziare il debito pubblico e pagare gli interessi dei titoli di stato - emanò un provvedimento che mirava a limitare il numero dei monasteri posti sotto la sua giurisdizione che furono ridotti a beni pubblici. Questa riforma interessò anche il monastero di San Daniele che, soppresso, venne messo all'asta con tutti i suoi beni e acquistato dall'avvocato veneziano Federico Todeschini. Il monastero perse dunque la sua funzione religiosa per divenire villa privata.

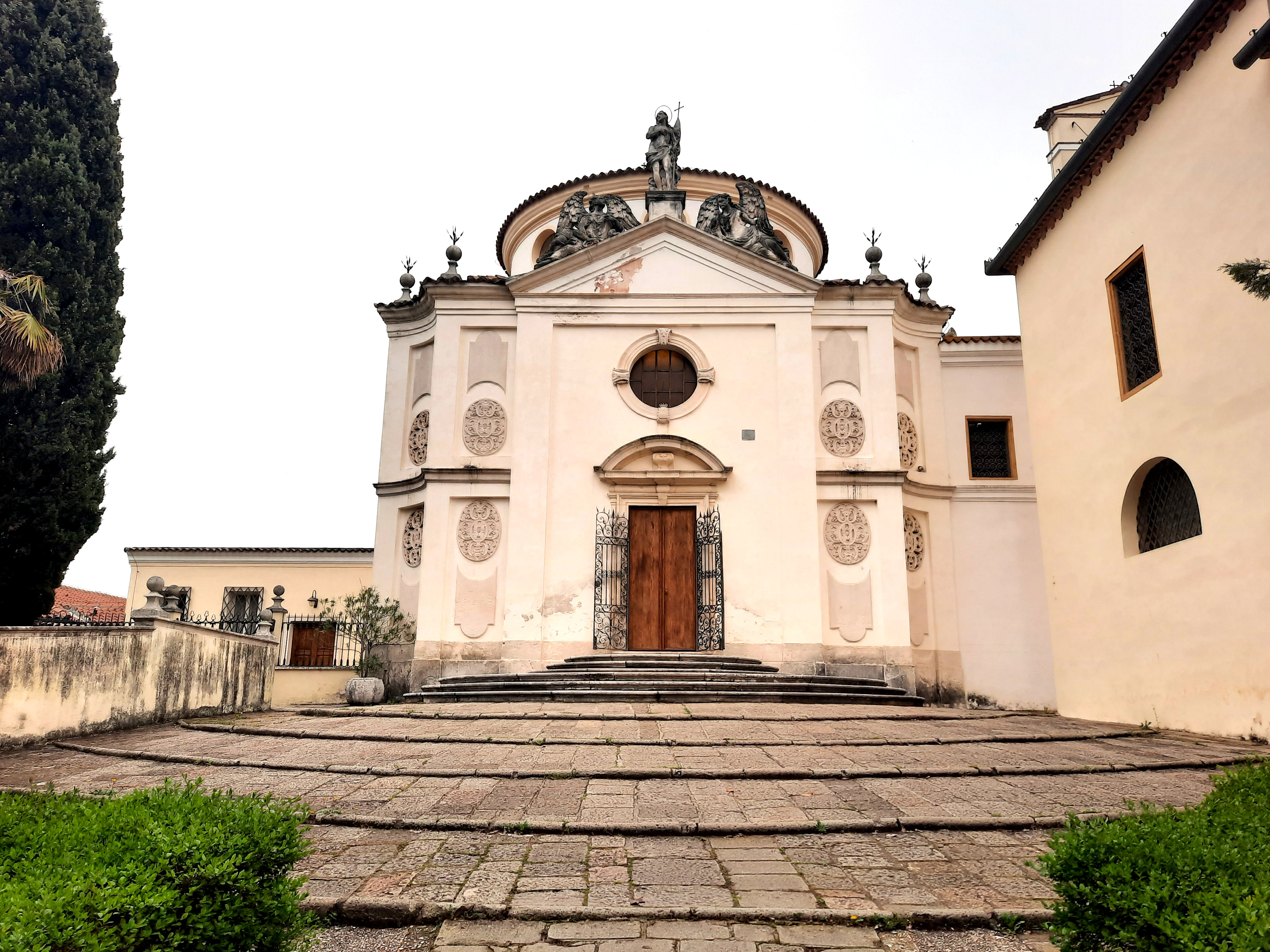
San Daniele in Monte - oratorio di Francesco Antonio Muttoni (prima metà XVIII secolo) con le statue del S.S. Redentore e angeli, opera dello scultore veneziano Antonio Corradini.

Nel 1832 Elisabetta Todeschini, figlia di Federico e sua unica erede, andò in nozze al conte Bartolomeo Bonomi, portando in dote la villa, già monastero, con tutte le sue proprietà e pertinenze. La Todeschini, inoltre, nel 1872 ottenne di poter trasmettere il proprio cognome a tutti i suoi discendenti. Da allora e fino al termine della seconda guerra mondiale la villa iniziò ad essere chiamata dagli Aponensi castello dei conti Bonomi Todeschini o semplicemente castello di San Daniele, come testimoniano soprattutto le foto e le cartoline d'epoca.

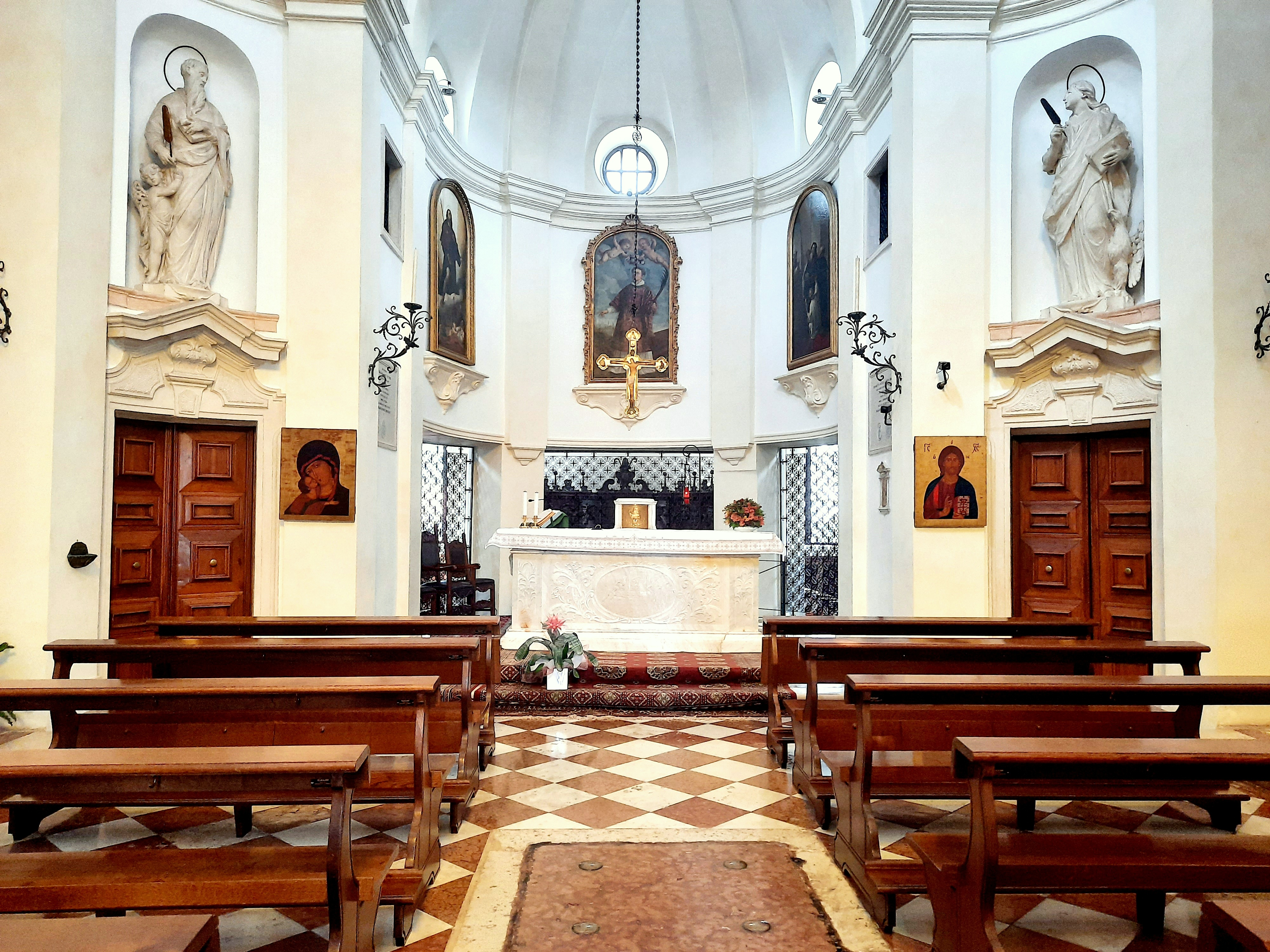
Interno dell'oratorio.

Con i Bonomi Todeschini furono effettuate rilevanti modifiche strutturali. La chiesa - che ospita ancora le spoglie mortali dei principali membri del casato - fu trasformata in oratorio privato e lasciata sostanzialmente inalterata. Diverso fu il destino del monastero che, perdendo la funzione conventuale e assumendo la funzione di edificio residenziale, venne trasformato in una vera e propria dimora. Le principali modifiche si possono seguire guardando l’assetto degli spazi interni, articolati nelle cosiddette sale del fuoco e degli stucchi, la biblioteca e le sale gialla, verde e rossa. Il lato meridionale del corpo di fabbrica, rivolto verso i Colli Euganei, vide la costruzione di una maestosa scalinata con balaustra e il giardino assunse uno stile squisitamente all'italiana con aiuole e alberi di cipresso. Nel giardino è possibile ammirare una fontana in pietra, costruita in questo periodo e commissionata dalla contessa Amneris Galesso sposata Bonomi Todeschini.

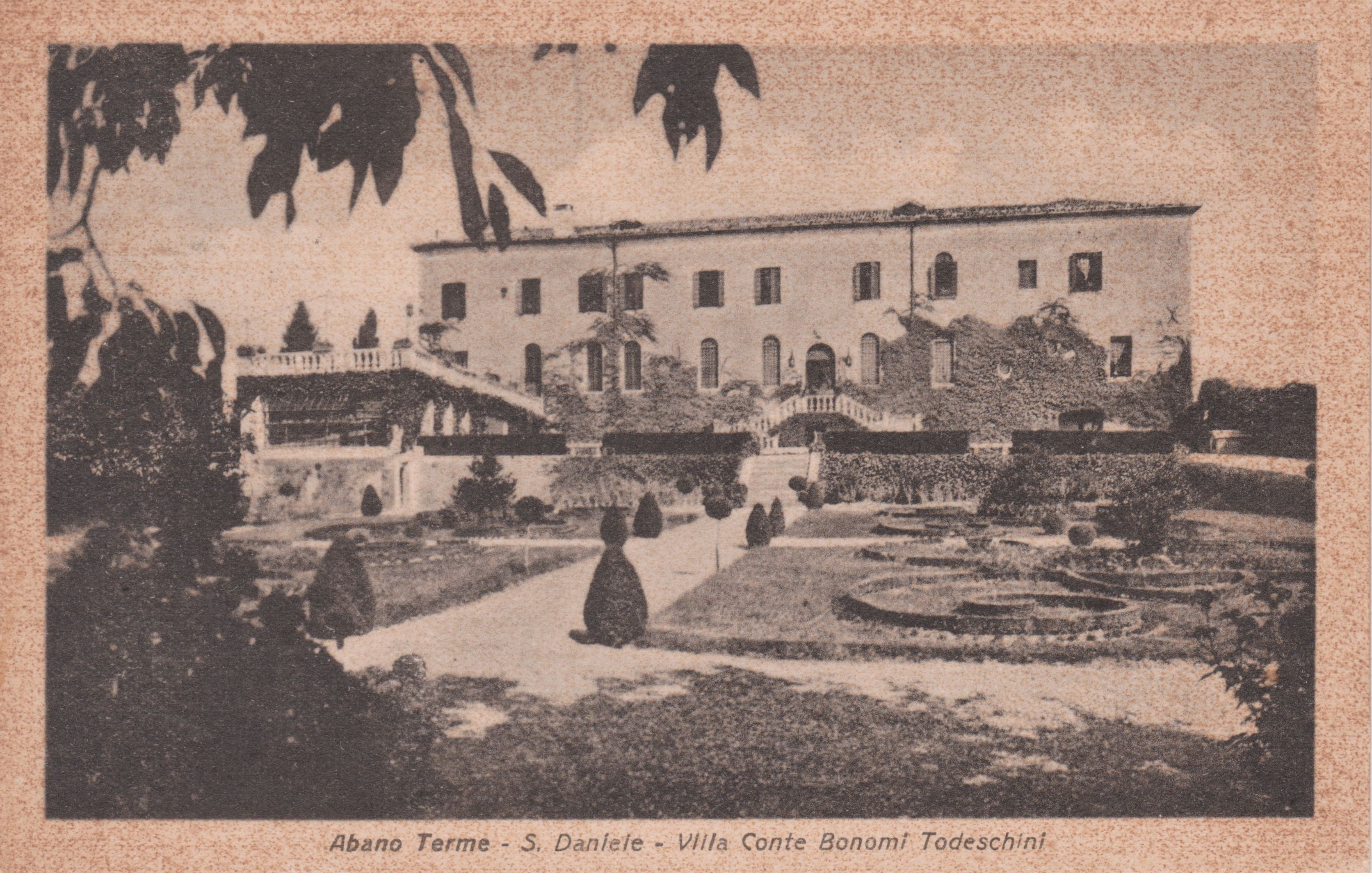
San Daniele in Monte - la facciata principale del castello in una cartolina risalente alla fine degli anni '30 del XX secolo.
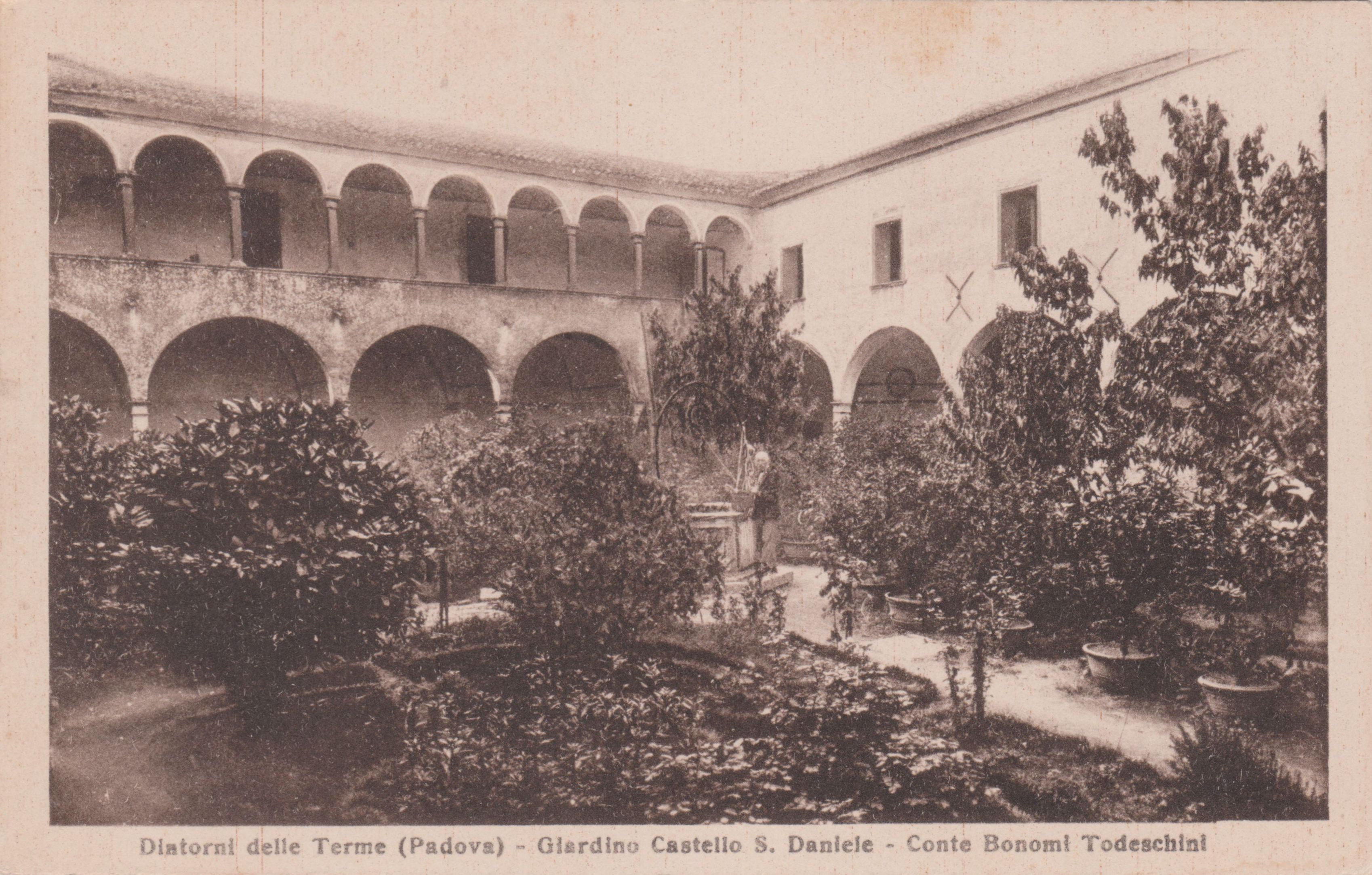
San Daniele in Monte - il chiostro in una cartolina della fine degli anni '20 del XX secolo.
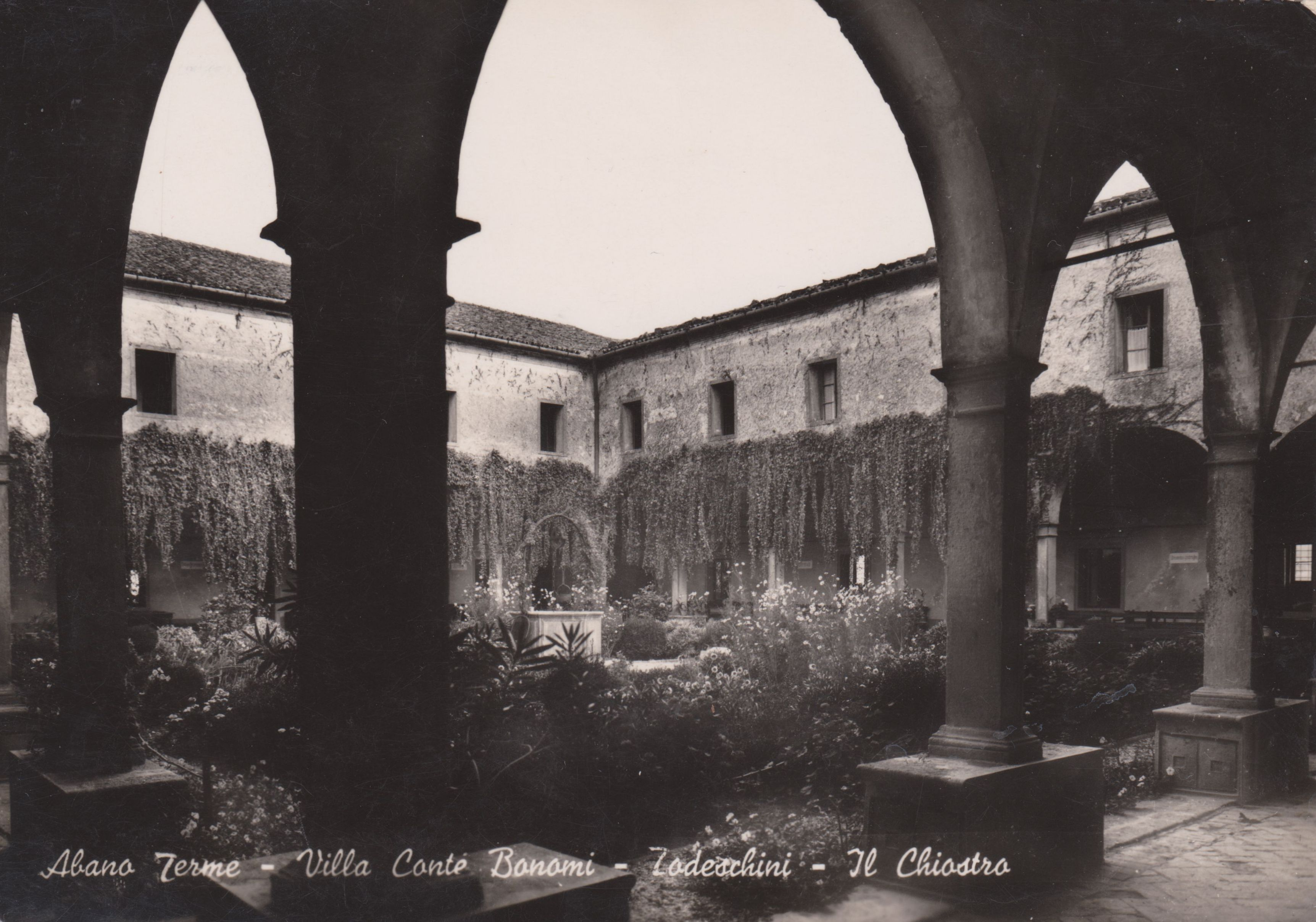
San Daniele in Monte - il chiostro negli anni '40 del XX secolo.

### Dalla seconda guerra mondiale al ripristino del castello a funzione monastica
Con lo scoppio della seconda guerra mondiale, la famiglia Bonomi Todeschini subì un tracollo finanziario mentre la villa fu occupata dall’esercito tedesco. È in questo momento che tutto il complesso monumentale e le sue pertinenze passarono in proprietà alla famiglia Pescarin di Montagnana, che tenne la proprietà della villa fino ai primi mesi del 1959.
Il ritorno del castello di San Daniele alla sua originaria funzione si ebbe tra il 1946 e il 1948 con il trasferimento di una comunità di monache, provenienti dall’attuale Croazia e private del monastero benedettino femminile di San Rocco di Fiume (oggi Rijeka), a seguito dell’esodo giuliano-dalmata ad opera del generale Josip Broz (Tito).

Tra il 1959 ed il 1961, all’indomani del ritorno della villa alla funzione monastica, fu costruita la foresteria, in un primo tempo denominato Cenacolo Sacro Cuore e, tra il 1961 ed il 1965, il monastero vide l’aggiunta di una nuova struttura che - rispettando lo stile architettonico dell’edificio, - sarebbe stata destinata ad ospitare le celle delle monache. Sia la foresteria che la c.d. Ala delle celle sono opera dell'architetto Marino Meo.

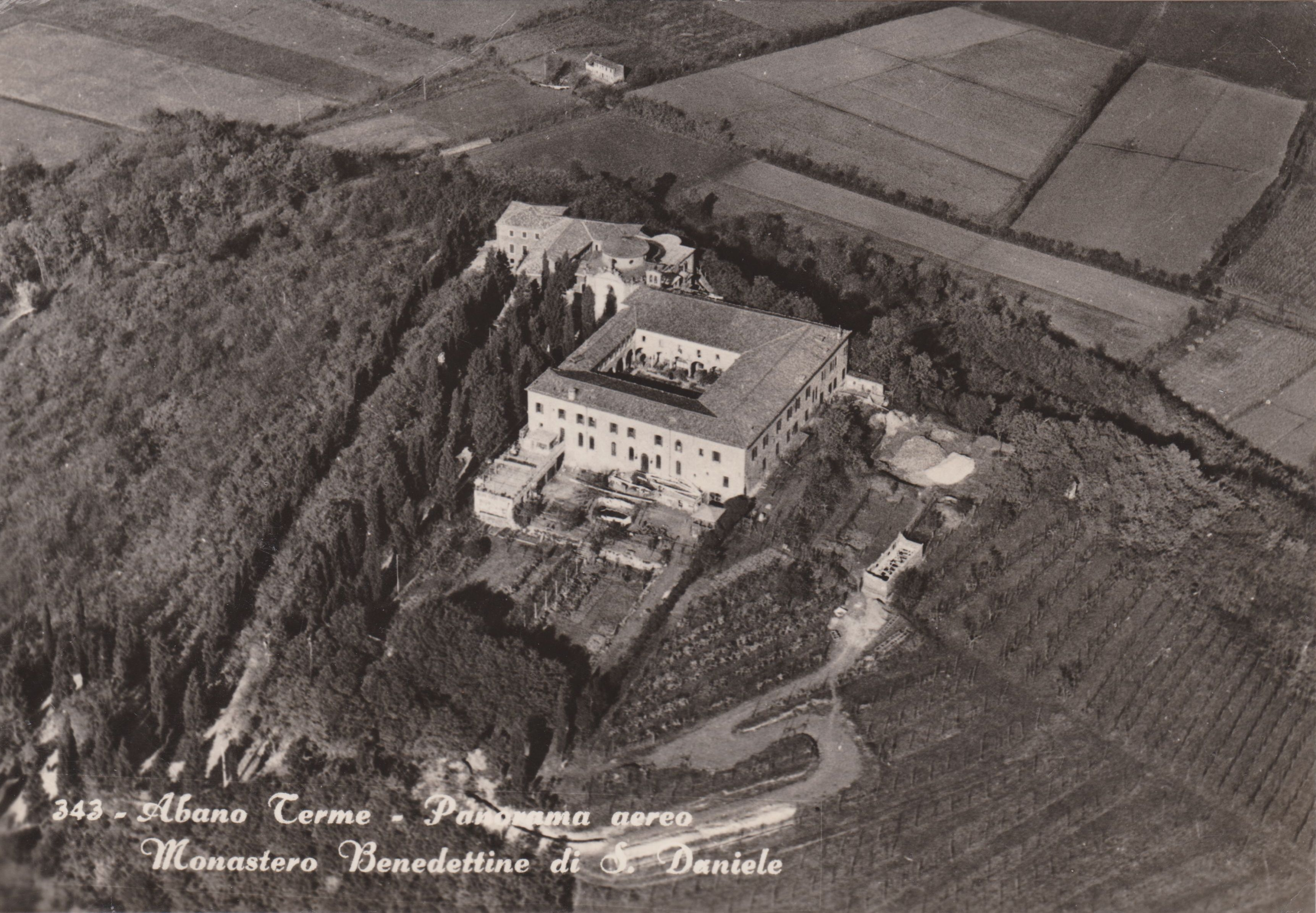
San Daniele in Monte - veduta aerea da sud. Cartolina della seconda metà degli anni '50 del XX secolo.
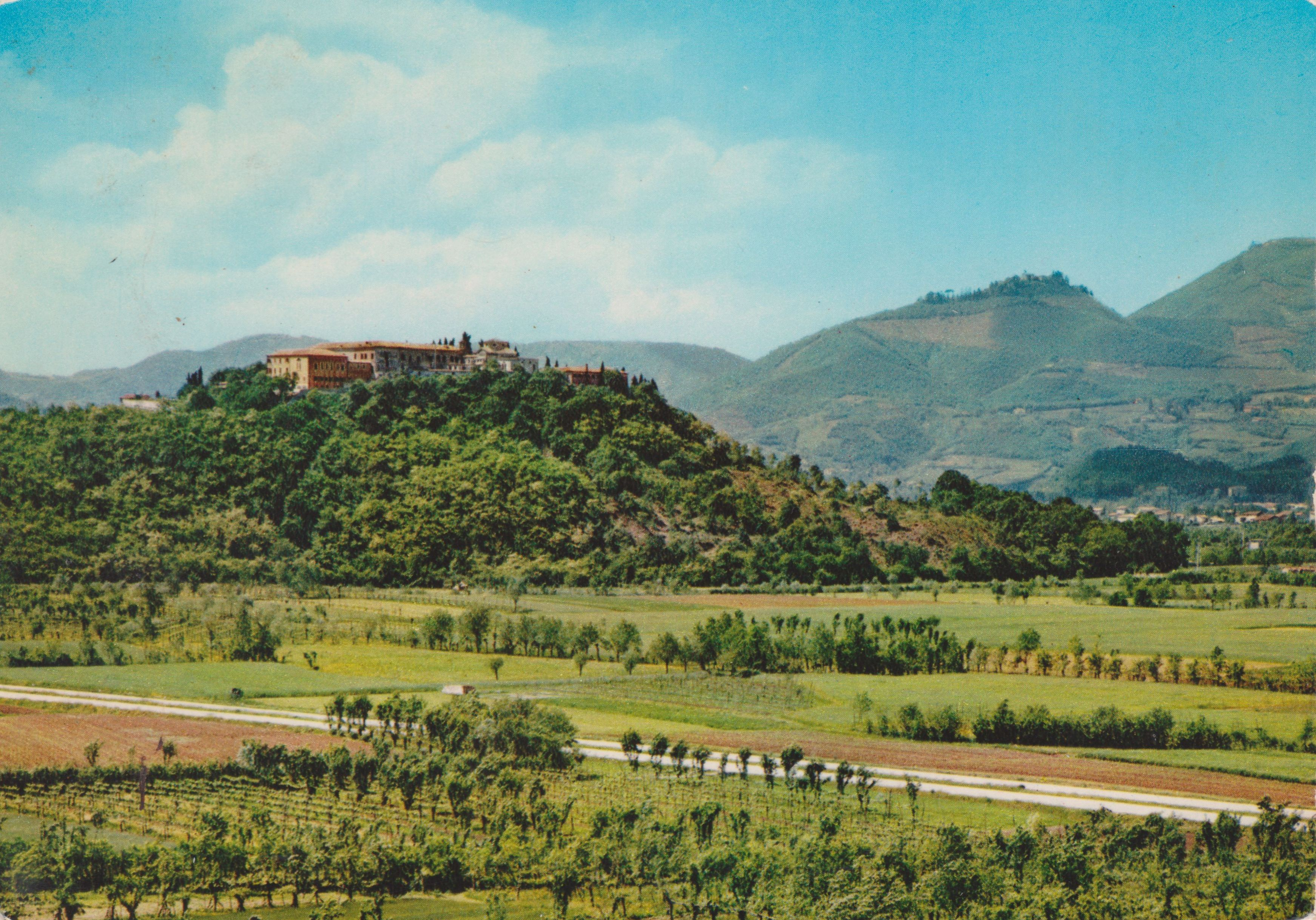
Il colle di San Daniele con la nuova circonvallazione. Cartolina della prima metà degli anni '60 del XX secolo.
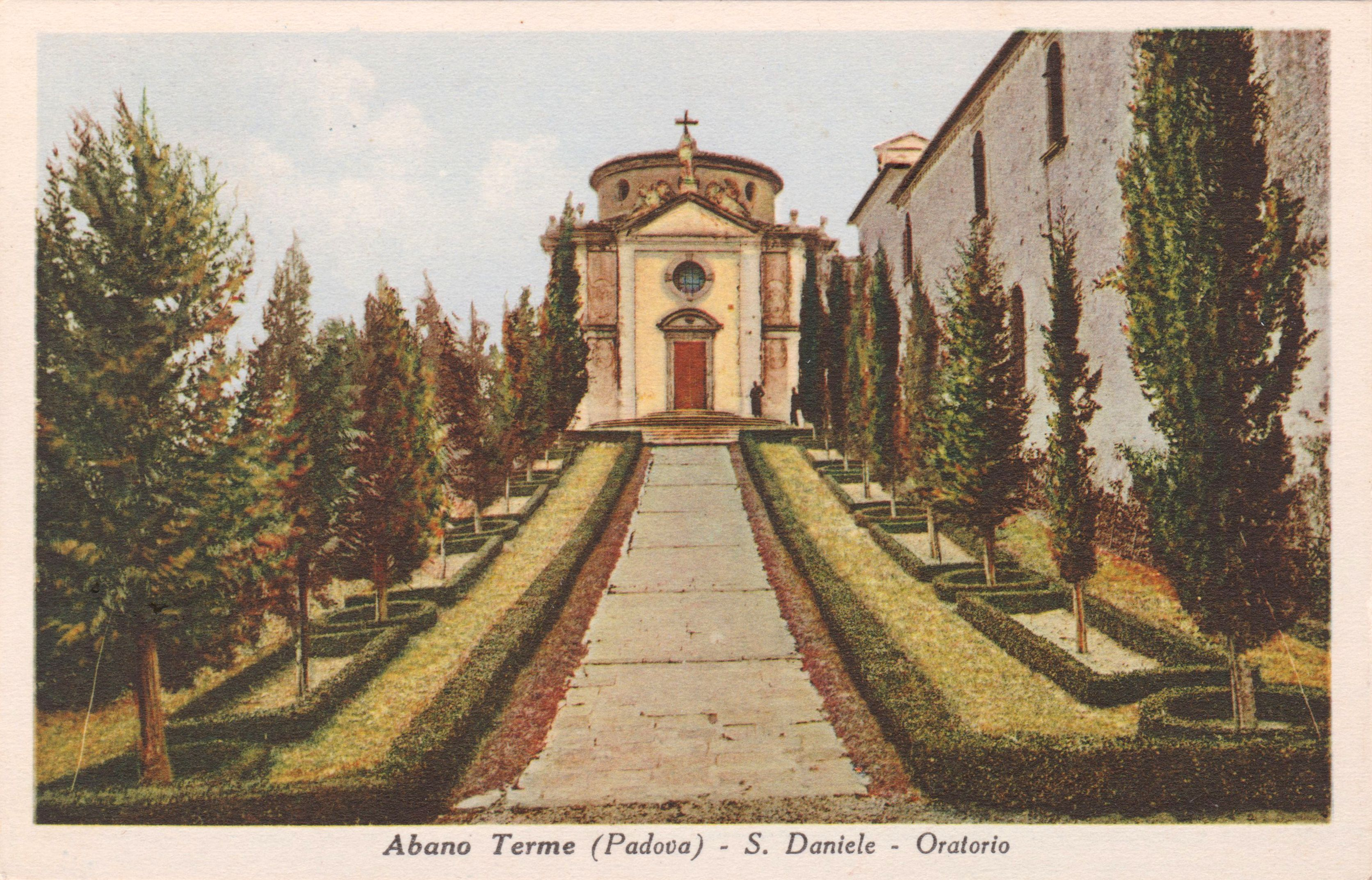
San Daniele in Monte - l'oratorio negli anni '30 del XX secolo.

## Descrizione
Il monastero presenta un chiostro cinquecentesco con archi a tutto sesto e vera da pozzo centrale. L'edificio - dall'imponente forma quadrangolare - è in parte frutto degli interventi operati dai Canonici regolari del Santissimo Salvatore di Venezia e sorge ad est del settecentesco oratorio di Muttoni cui è collegato.
Alcuni ambienti del monastero - tra cui le sale del fuoco e degli stucchi, la biblioteca dei conti Bonomi Todeschini (di cui rimangono gli scaffali) e le sale gialla e rossa - sono stati adibiti a museo e sono visitabili. Presso la sala verde è possibile acquistare souvenir il cui ricavato è destinato al mantenimento della piccola comunità monastica. 

A fianco della chiesa di San Daniele si trova, inoltre, un piccolo bar con terrazza estiva.

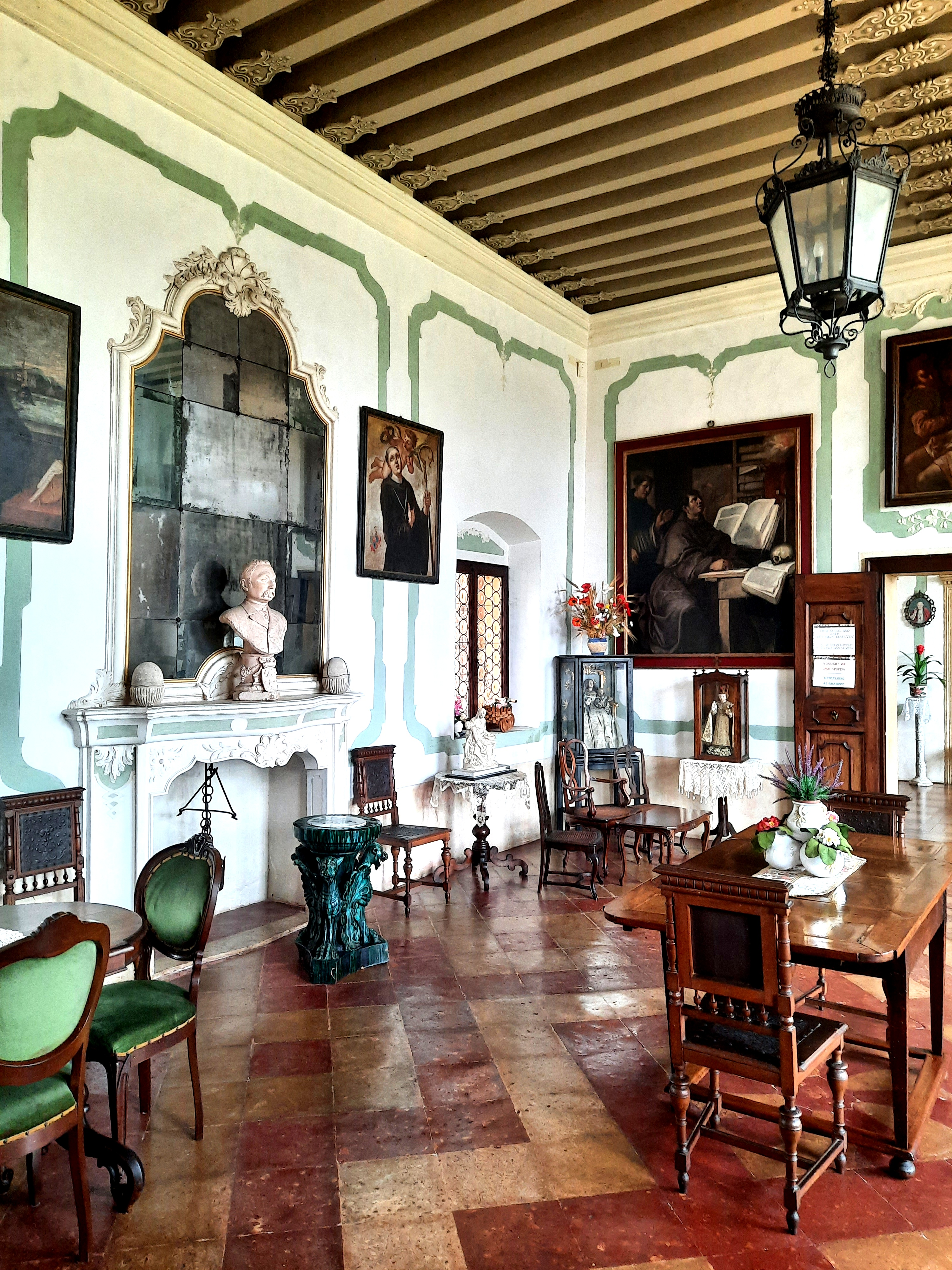
San Daniele in Monte - sala degli stucchi e busto del conte Pietro Bonomi Todeschini.
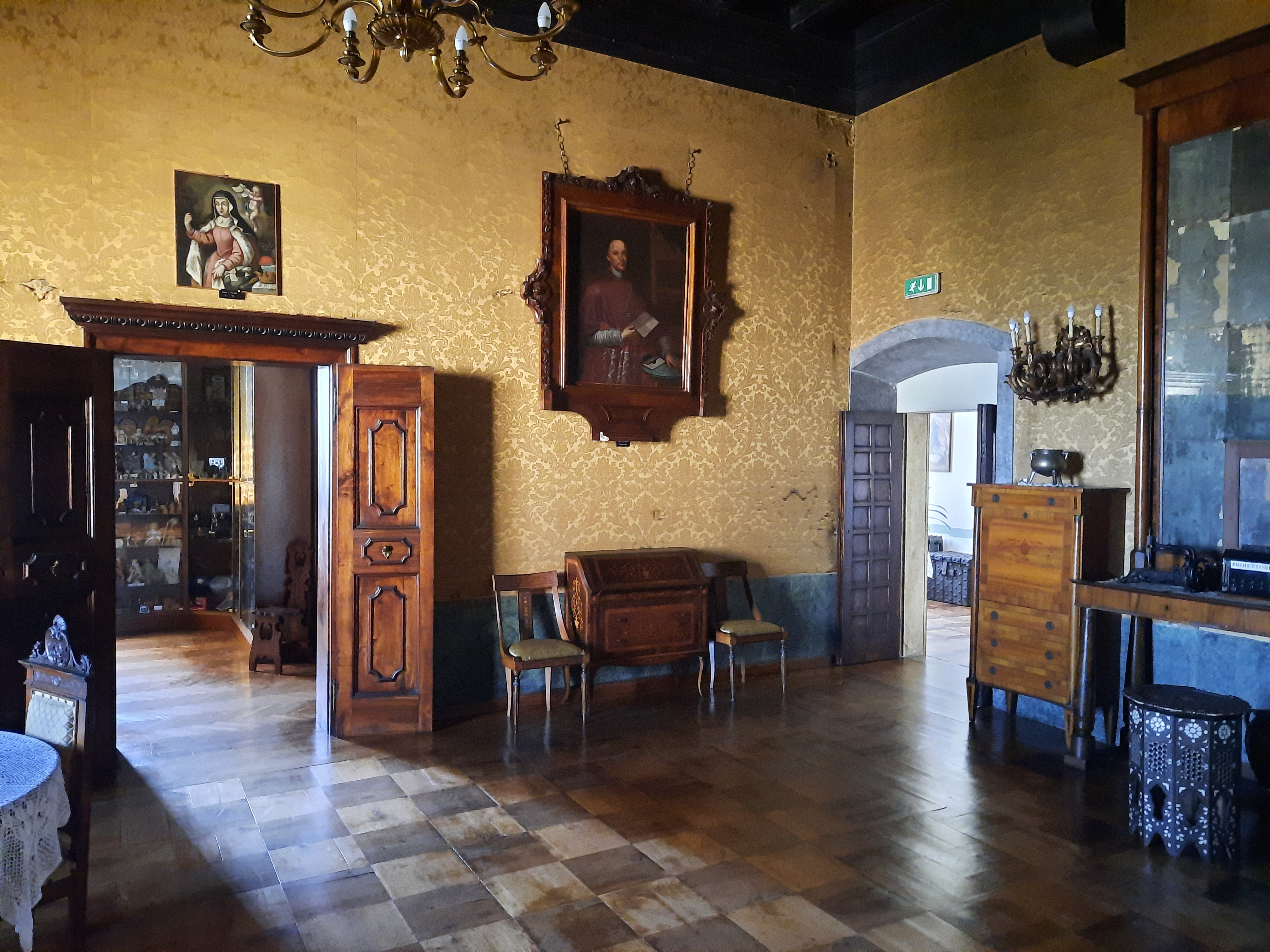
San Daniele in Monte - sala gialla.
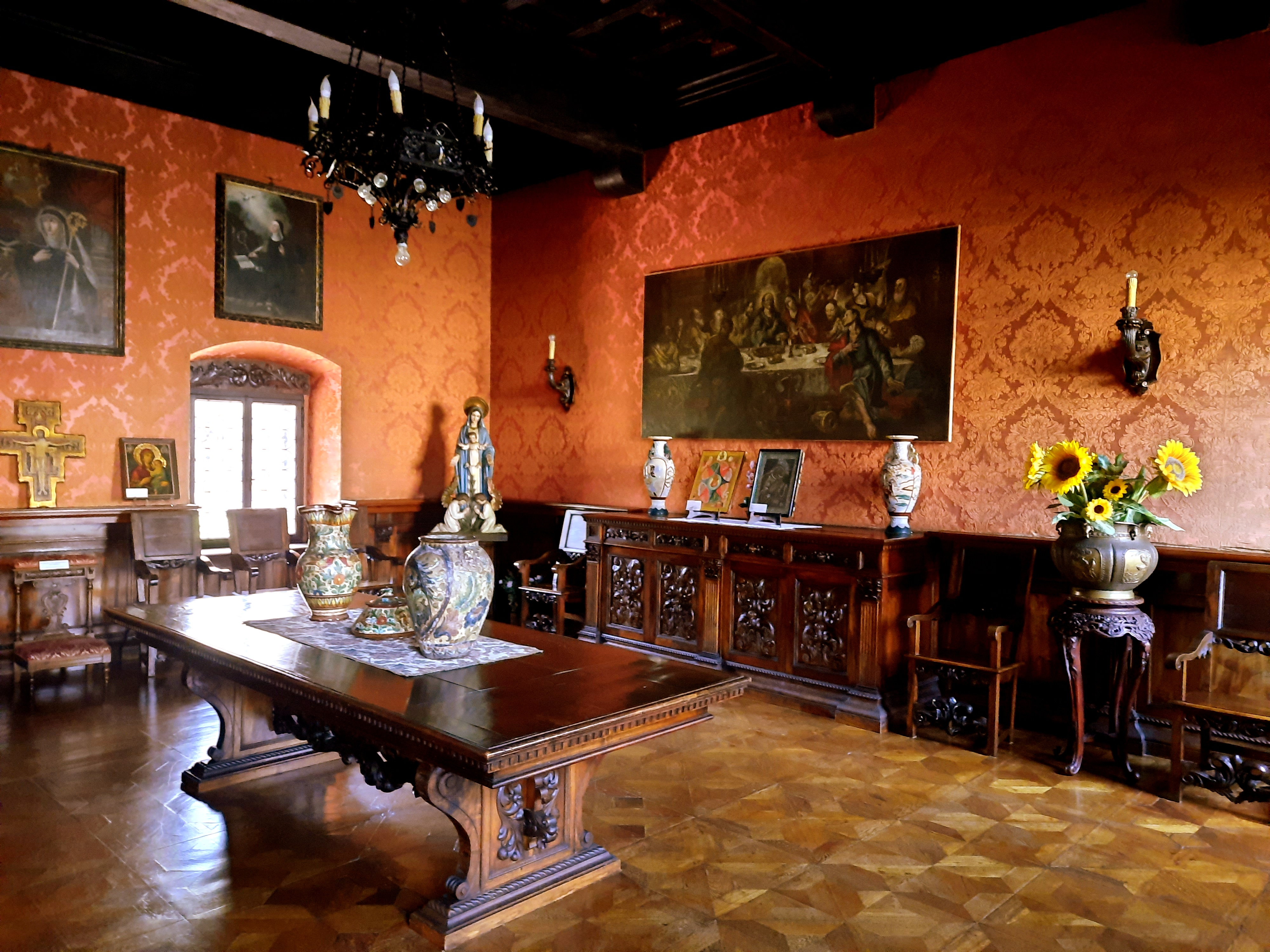
San Daniele in Monte - sala rossa.
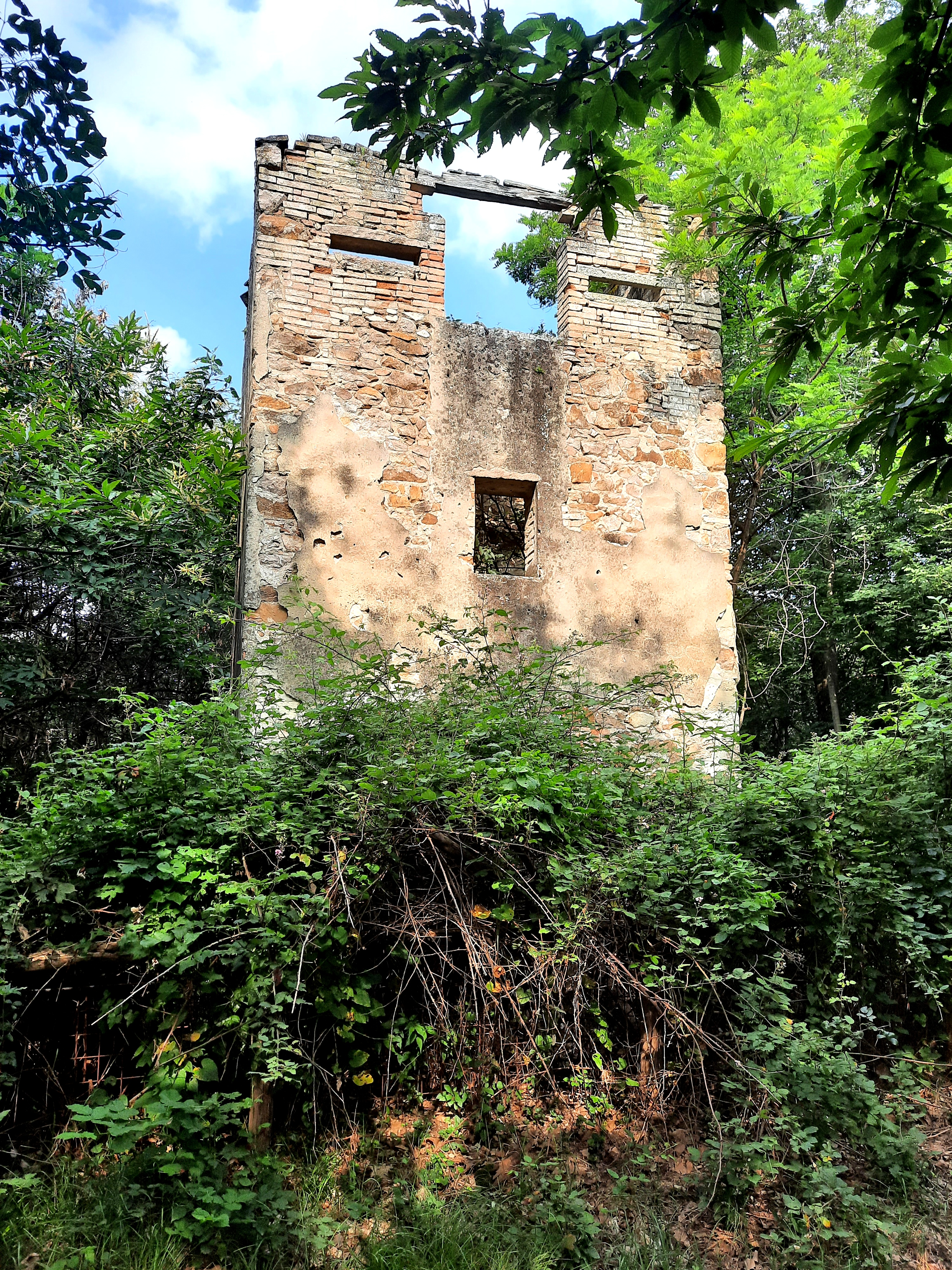
San Daniele in Monte - antica torre.
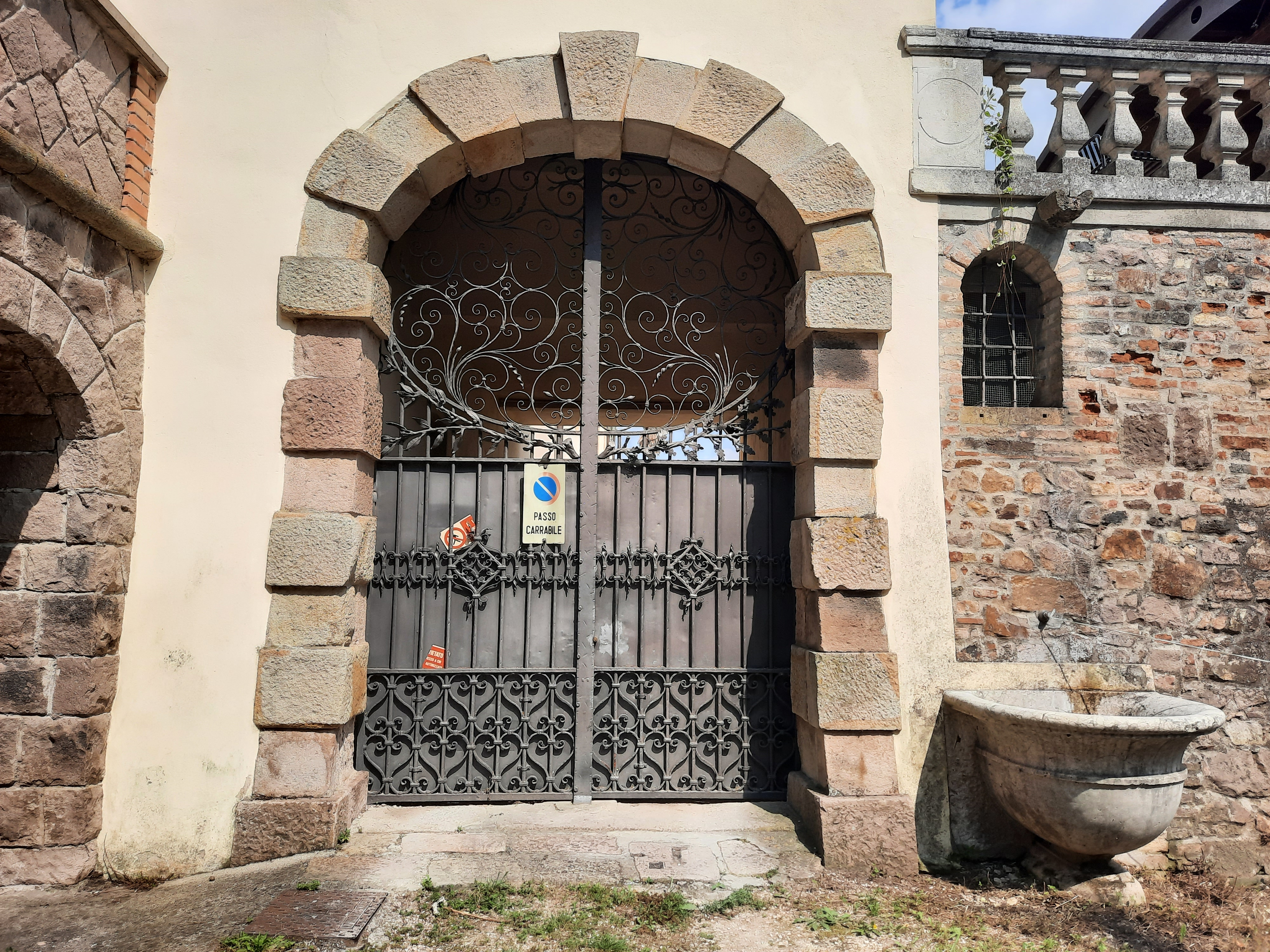
San Daniele in Monte - ingresso principale (opera di Francesco Antonio Muttoni - primo decennio XVIII secolo)